# 京町家

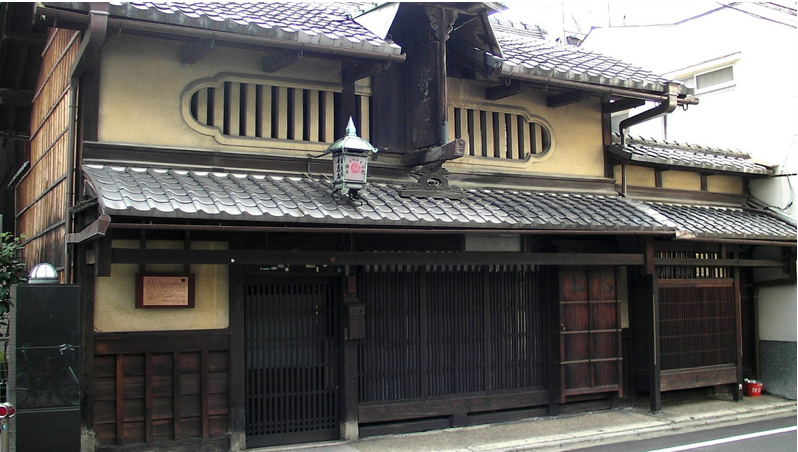
秦家住宅（京都市下京区油小路通仏光寺下る太子山町）「表屋造り」の町家で店舗棟は明治2年（1869年）頃の建築。京都市登録有形文化財。

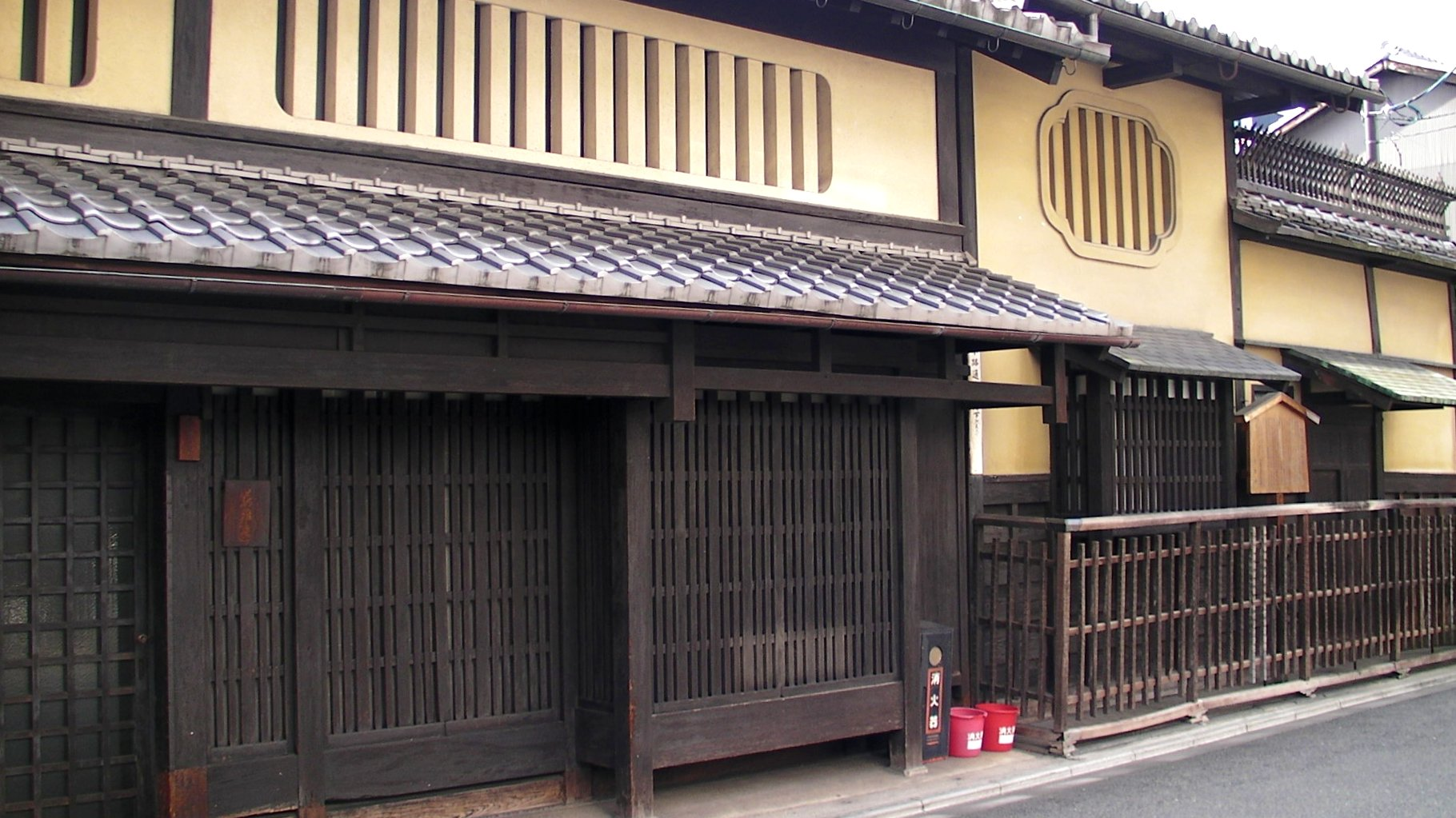
野口家住宅（京都市中京区油小路通錦小路下る藤本町）元治元年（1864年）の大火後に再建された。京都市指定有形文化財。

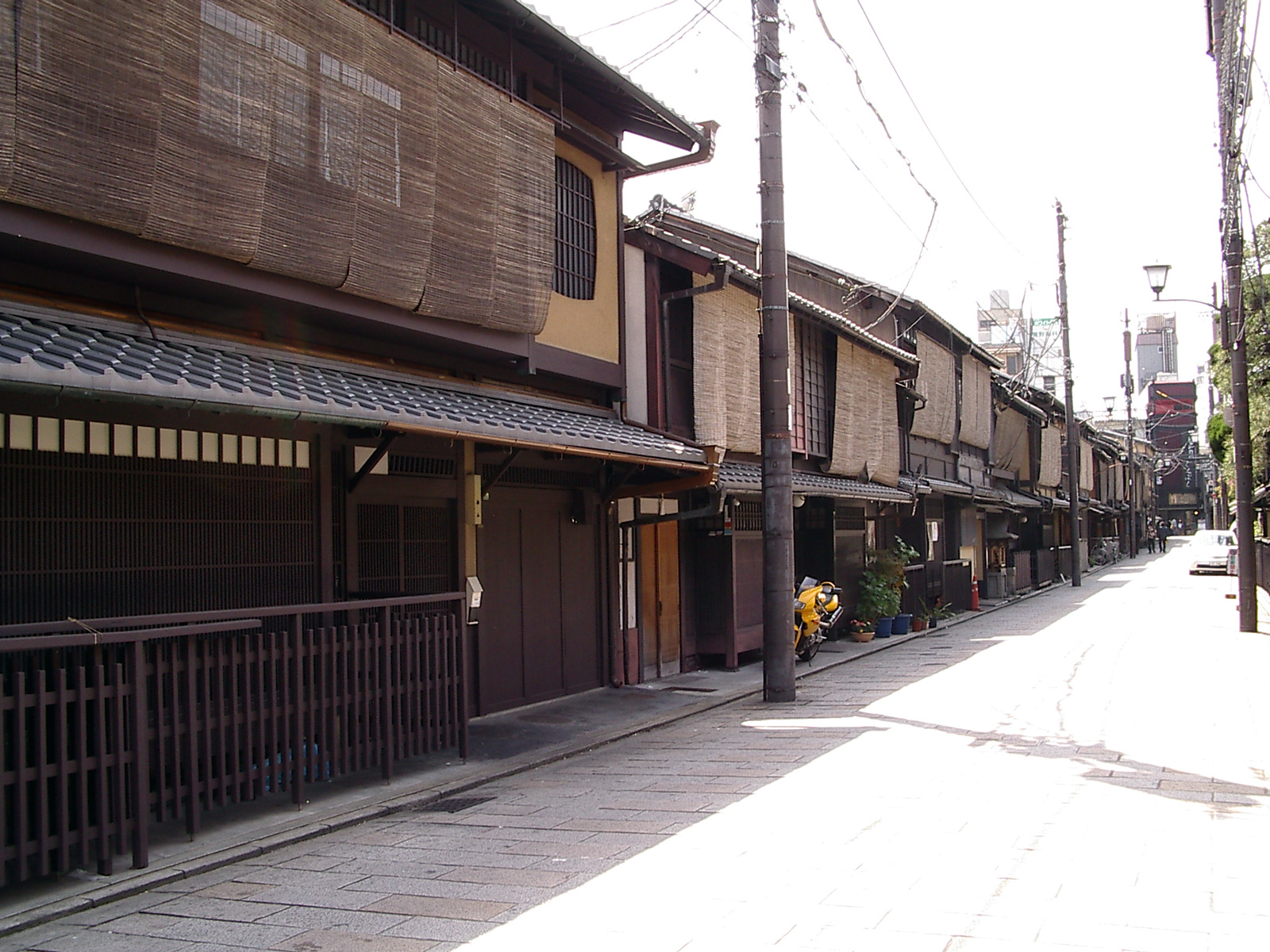
重要伝統的建造物群保存地区の祇園新橋通（西方向を見る）

京町家（きょうまちや）とは、1950年（昭和25年）以前に京都市内に建てられた町屋を含む木造家屋である。昭和40年代の民家ブームの際につくられた造語であり、江戸時代にこのような言葉はなかった。

## 概要
太平洋戦争中の米軍による日本の都市に対する無差別爆撃によって、全国で多くの町屋が失われたが、京都市は原爆投下候補地とされていたために通常爆撃が限定され、江戸時代から明治初頭に江戸時代の技術で建築された町屋遺構が焼失せずに残った。昭和40年代の民家ブームにおいて注目されるようになり、それが高度経済成長期の建て替えで減少し始めると、京都市はこれを観光資源とするため、現行の建築基準法が施行される昭和25年以前の古い木造住宅をひとくくりにして「京町家」とよぶようになった。そしてその特徴を「鰻の寝床・鰻ずまい」「職住一致」などとした（実際には、江戸時代は、町にある建物は形や生業に関わりなく町家とされ、空家でも町家であった）。
2010年8月、京都市が市内全域を対象に京町家の実態調査を行った結果、4万7735軒が残存しており、うち10.5%が空き家であると分かった。江戸時代の京町家は全体の2%で、明治時代のものも97%あった。また中京区などの都心部では、1996年に行った調査に比べ約9割増加していることも判明。老朽化や住人の高齢化が主な理由とみて、市は調査結果をデータベース化して保存・再生の仕組みや政策づくりに反映させるという。
京町家に住む所有者の多くは高齢者である。高齢者（65歳以上）だけの世帯は35%を超え、子供たちは別の場所に移り住んでいることが多い。そのため、相続が発生した際に、次世代に現状のまま引き渡すことができるかが課題となっている。所有者の36%が「できる限り残したい」との思いを持つ一方で、地価の高騰を反映して相続税の負担が非常に重く、維持改修費用も高額で、公的補助がない中では現実的でない。それでも京都市は、市民による京町家の保存・活用を図っており、空き家の利用希望者を募集するなど様々な施策を打ち出している。2017年11月には「京都市京町家の保全及び継承に関する条例」（平成29年京都市条例第12号、通称：京町家条例）を制定した。しかし、室町時代の1467年建築、つまり京都最古であったろう川井家住宅（中京区西ノ京）が2018年に解体されるのを止められなかった（川井家住宅を買い取った業者に対し、この条例による協議の場が持たれたが、利用に関する有効な提案は示されなかった。それでも業者側は、京都市に対し遺構の買い取り、もしくは遺構を保存した上での集合住宅部分の高さ規制の緩和を提案したが、京都市は指定文化財ではないので公金は使えないとの姿勢を崩さす、交渉中も金利負担が続いていた業者側はやむなく解体した。なお日本国憲法は、個人の所有権を認めており、それには所有家屋の改築や解体も含まれる。そして所有権を制限する場合は、正当な補償を認めている）。
2016年度までの7年間で5600軒の京町家が取り壊されたが、一方で「京町家に住んだり、店を開いたりしたい」という需要や、京町家への滞在を希望する外国人を含む観光客も需要も多い。このため京町家の売買仲介、シェアハウスや店舗、宿泊施設などへの改修、運営代行を手掛ける地元企業も登場している。これらに必要な資金を、利回りを目的とした投資だけでなく、京都の街並み保存を応援するためのクラウドファンディングで提供する動きも広がっている。京都銀行、京都信用金庫、京都中央信用金庫などの地元金融機関は京町家の改修費用などを融資する専用ローンを取り扱っている。

## 類型
京町家は6つの型に分類される。2011年の調査ではさらに看板建築を追加している。
厨子二階（つしにかい）
2階の天井が低く、虫籠窓がある。近世後期に完成し、明治後期まで一般的に建築された様式で、中二階ともいう。
総二階（そうにかい）
2階の天井が1階並みにあり、木枠にガラス窓が一般的である。明治後期から昭和初期にはやった様式で、本二階ともいう。
平屋（ひらや）
1階建てで、表に店舗をもたない。中世の町家はほとんどが平屋であった。今日では「平家」と表記することも多い。
三階建（さんかいだて）
3階建て。江戸時代には徳川政権の建築規制の影響で存在しなかったもの。明治期以降の家であるが、昭和25年以前の家は京町家。
仕舞屋（しもたや）
住居専用の町家。店を「仕舞った」つまり商いをやめた店からきている。
大塀造（だいべいづくり）
直接には建物が道に面しておらず、表通りに塀をめぐらして玄関先に庭、その奥に家屋を配した屋敷をいう。塀付き、高塀造（たかべいづくり）ともいう。
看板建築（かんばんけんちく）
町家の表側を近代的に改装したもの。昭和中期の高度経済成長期に改修が施されたものが多い。外観は京町家とは大きく異なるものの、戻すことは比較的容易である。
2010年の調査では、総二階（本二階）類型が全体の過半数を占め、看板建築も2割弱みられた。一方で、三階建はほとんど現存していないことが分かった。

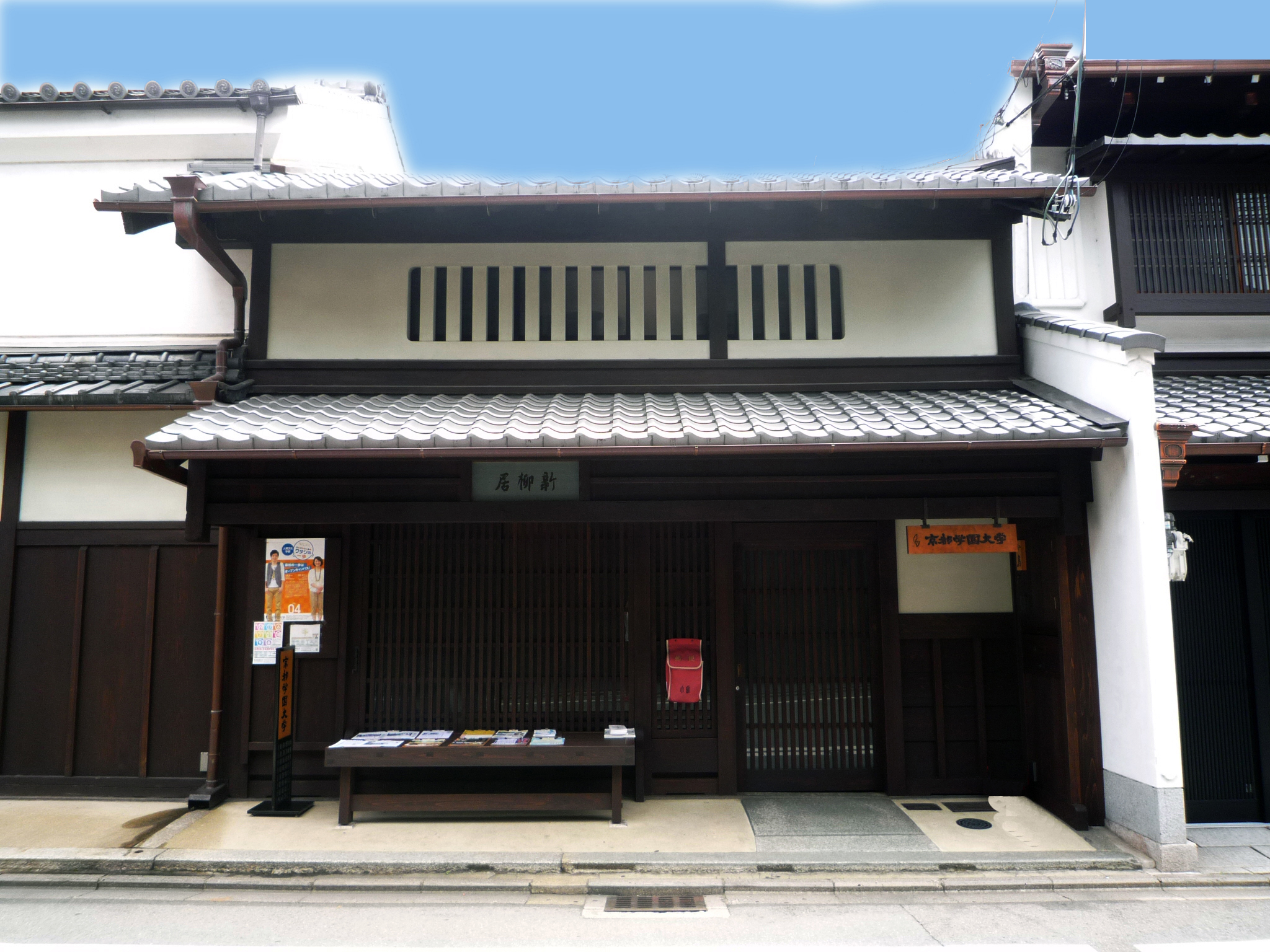
厨子二階
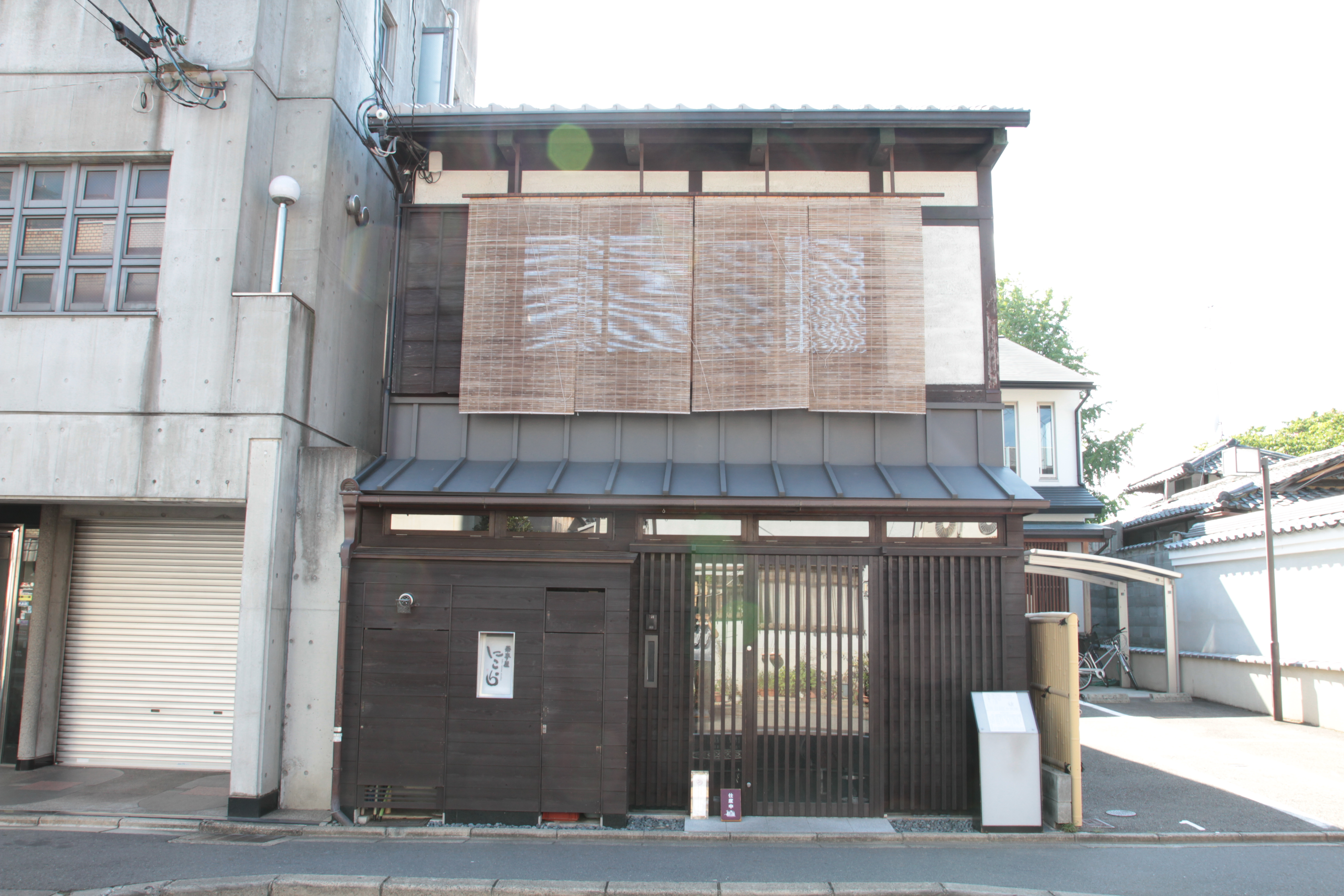
総二階
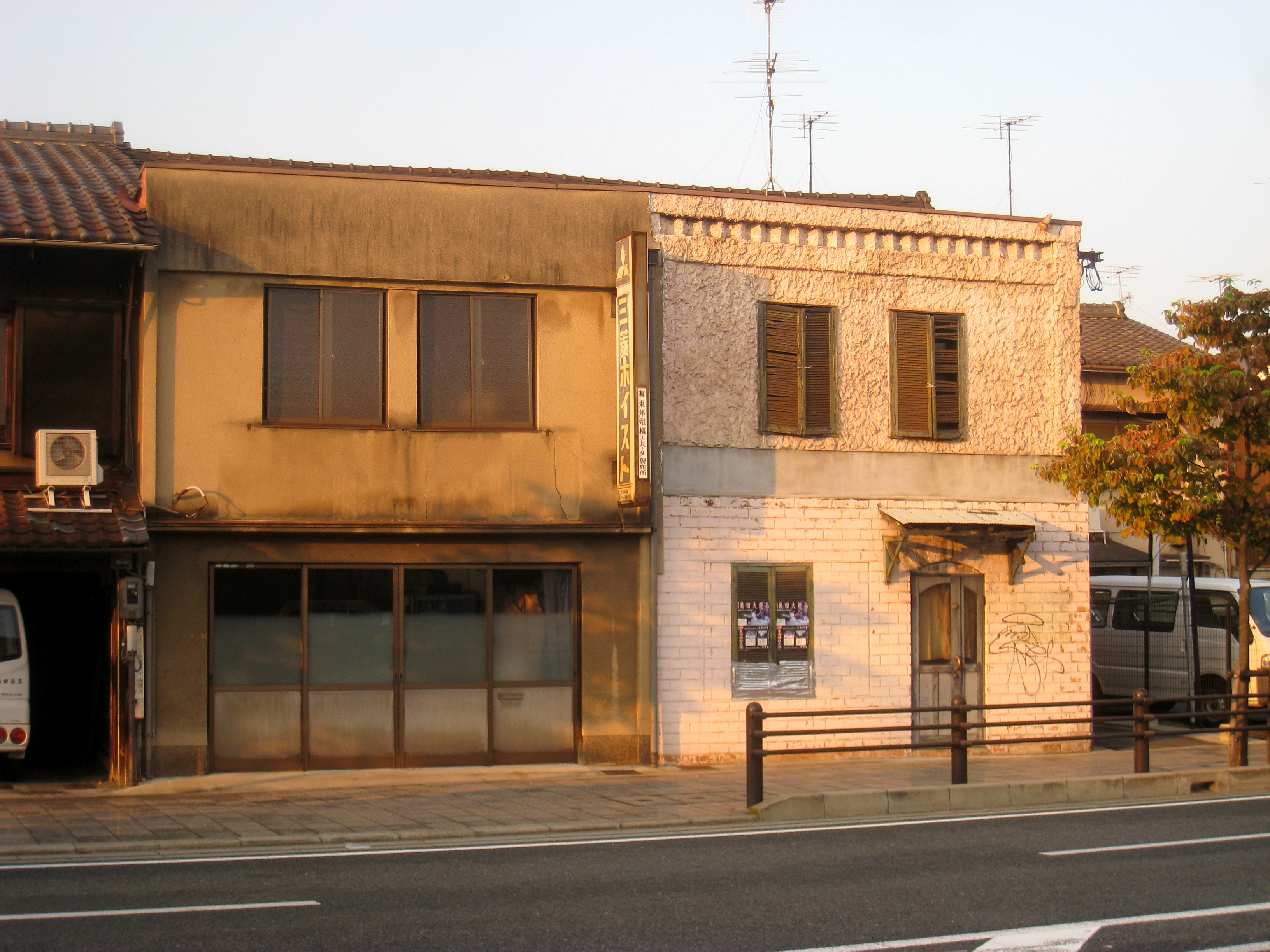
看板建築

## 特徴
江戸時代半ばには現在残る形にのとなったとされる。外観は、紅殻格子（べんがらこうし）と呼ばれる色の濃い格子、虫籠（むしこ）窓、犬矢来などが特徴的である。2階建てが多いが、平屋や3階建てもある。

### 間取り
町家の立地する敷地は、間口が狭く奥行きが深いため、「うなぎの寝床」と呼ばれる。街路に都市住宅、とくに併用住宅が建ち並ぶ際には古今東西でこのような細長い敷地の町並みが成立しており、京都に限らず各地においてもその形状が課税のせいだとする俗説がある。。また三間（約5.4m）の間口を一軒役として課税したことへの反発した形状とする説もある。しかし実際は、江戸時代の京都の税制は、間口幅に関係なく、まず町に対し総額が賦課され、それを、その町を構成する家持町人が分担する、つまり１軒いくらで負担する制度であった。これを軒役といい、江戸や街道筋に宿場の間口長さに対する税制とは異なっていた。したがって京都の間口長さと税金に関係はないが、明治初頭に新政府が間口長さ3間を１軒役とした時期があった。

### 構造
京町家は、在来工法と異なり、基礎に石（一つ石、玉石）を用い、外壁は柱よりも薄い真壁造り。両側壁に通柱を並べ、その中央に中戸柱、大黒柱、小黒柱といった構造上重要な柱を置き、これらを相互に、また両側壁の通柱と結ぶことで全体構造を成立させている。このため大黒柱や小黒柱は、ほぼ同じ高さに接合加工が集中し、それによる削り取りが大きい。火事になると、わずかな焼損でこの部分の接合が外れて全体構造に影響を及ぼすことがあり、消火活動者にとっては極めて危険である。

### 部位

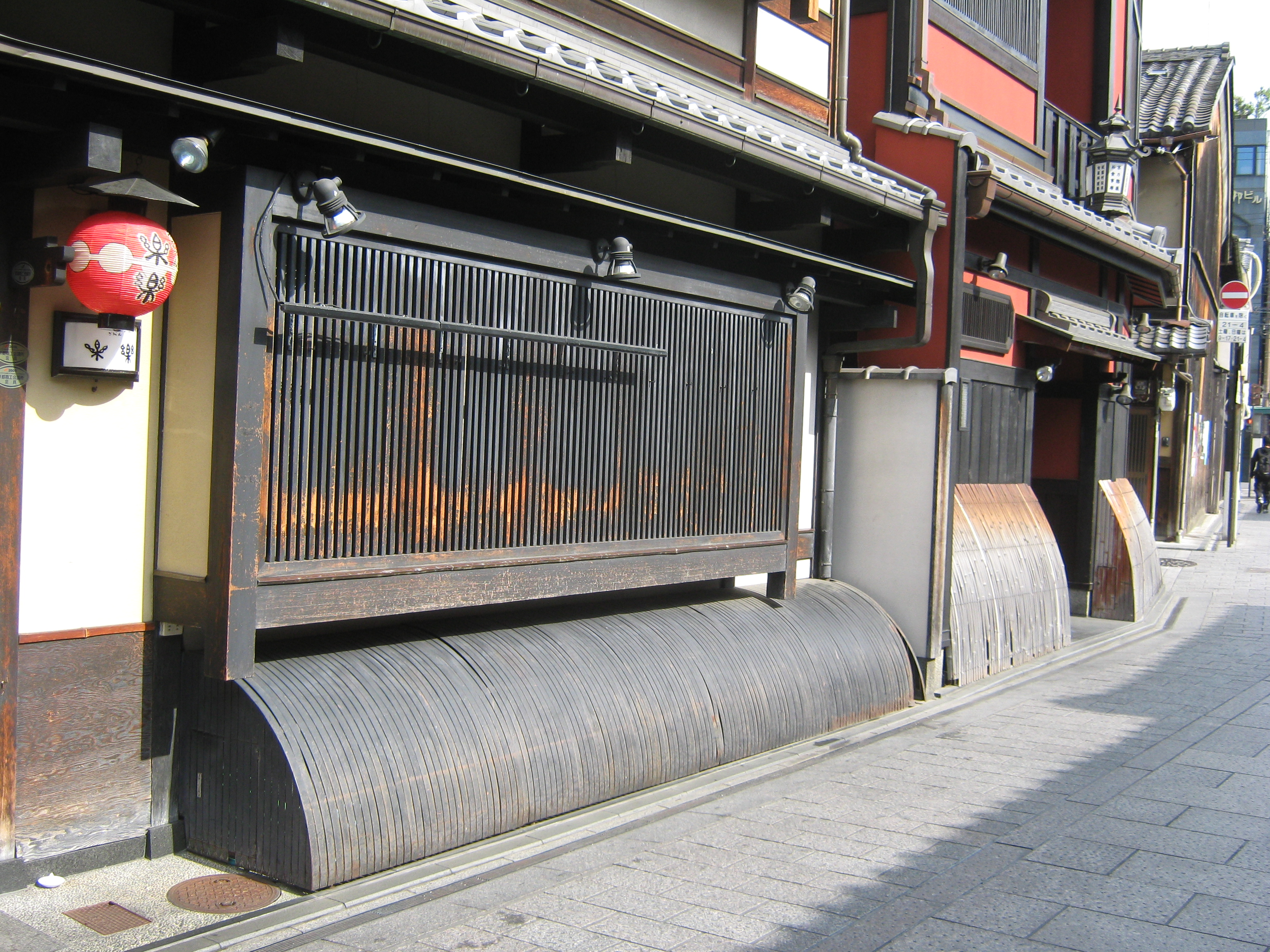
出格子と犬矢来

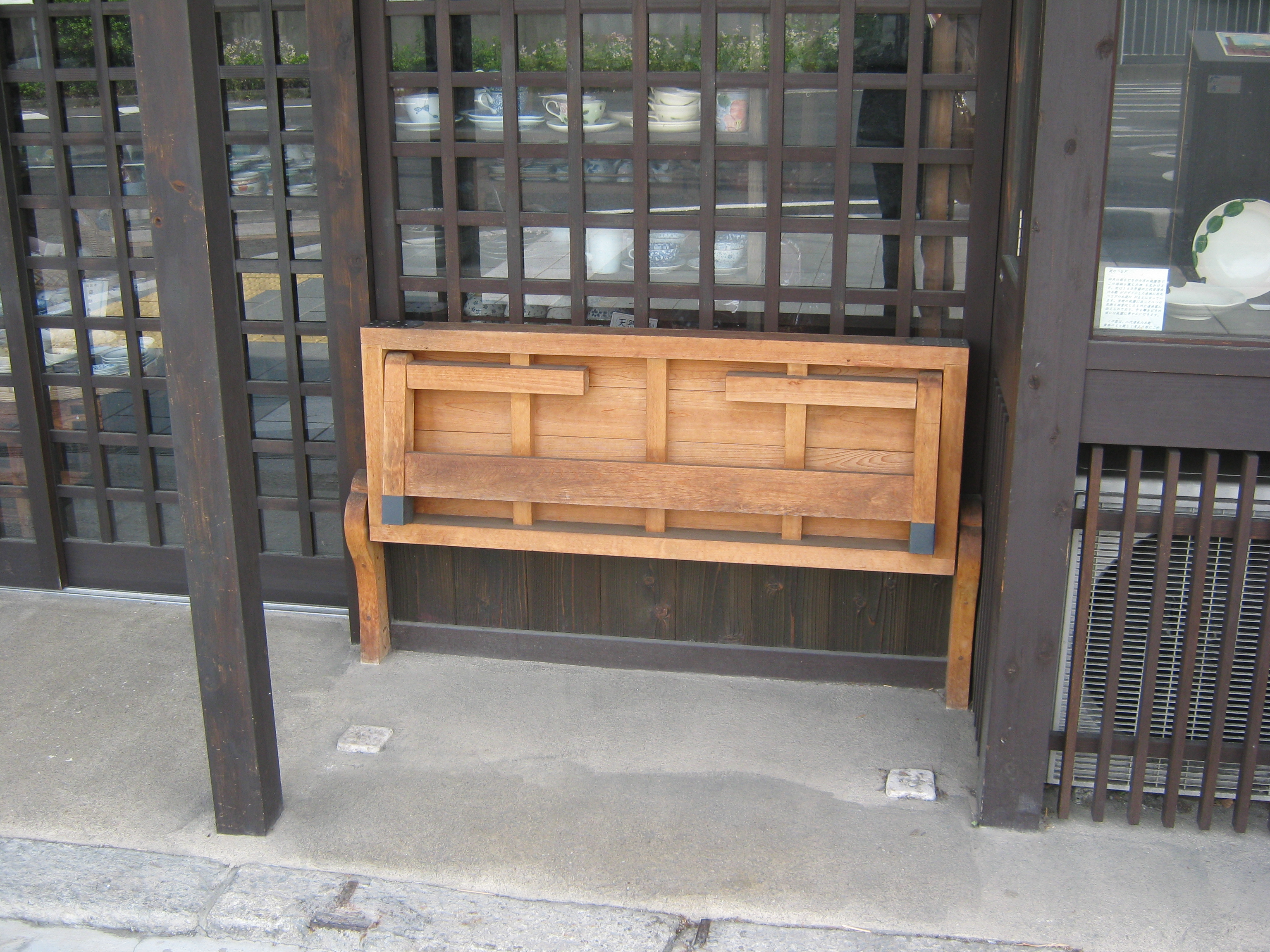
あげてある状態のばったん床几

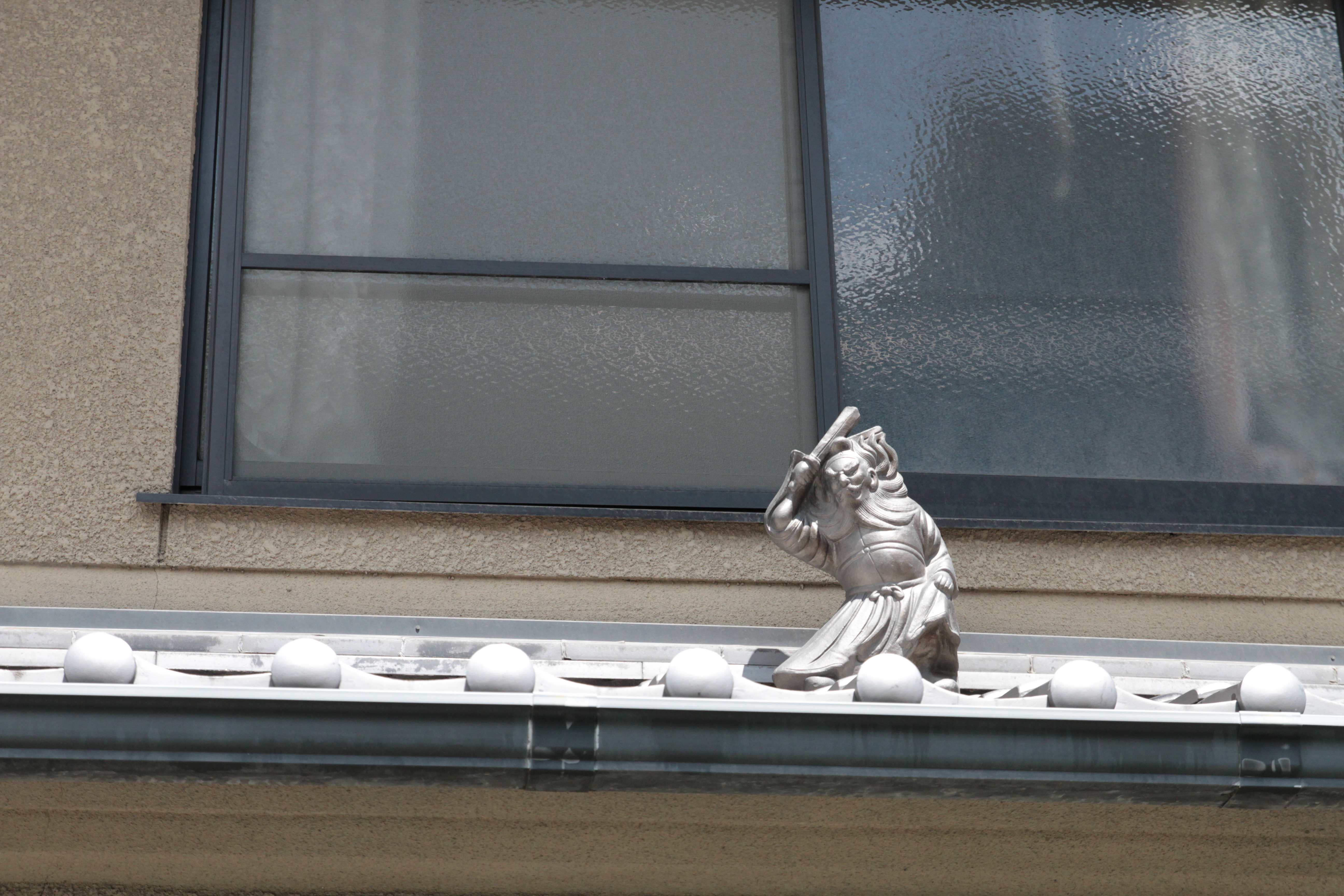
鍾馗さん

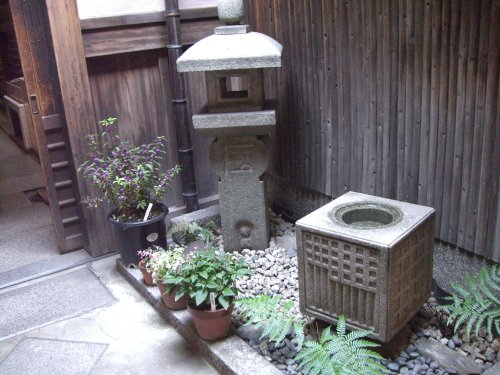
玄関庭

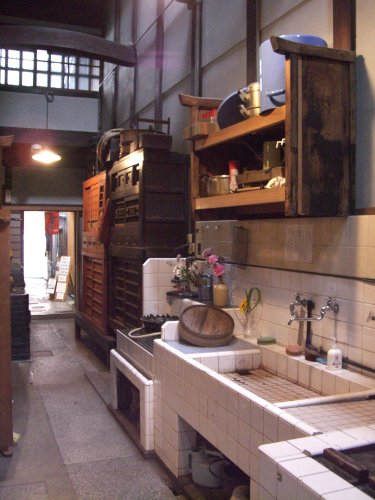
走り庭

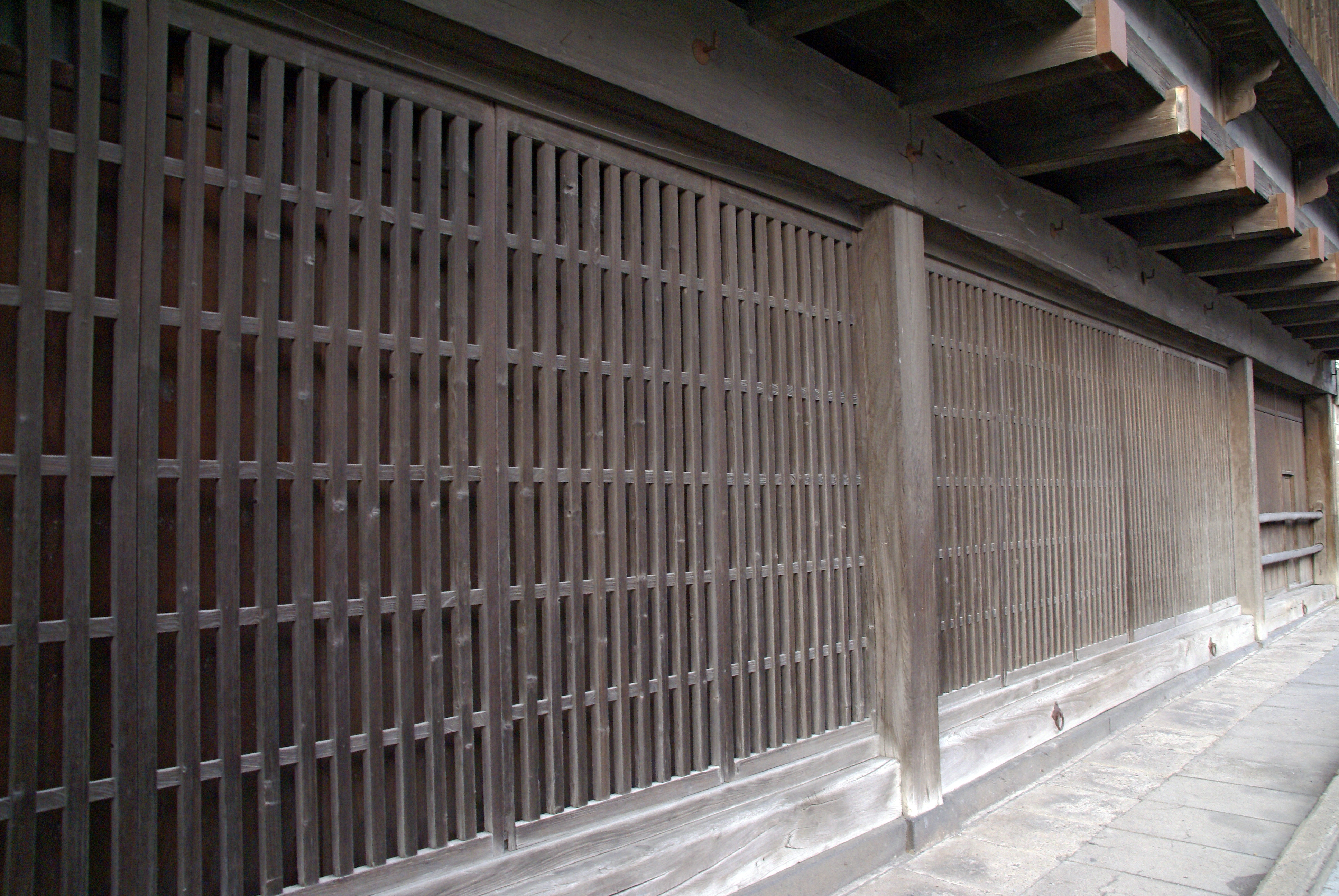
格子

虫籠窓（むしこまど）
虫かごのように目の細かい格子（虫籠格子）を付けた窓。
犬矢来（いぬやらい）
軒下に見られるアーチ状の垣根。竹矢来（たけやらい）とも呼ばれる。
ばったり床几（しょうぎ）
当初は商品陳列台で見世棚、見世、あげ見世が本来の名称。天明大火後に1階に格子戸を立て込む仕舞屋風の町家が増えると、折りたたみ式のベンチ的に扱われることが増加し、いつしかばったり床几と呼ばれるようになった。地域によっては、ばったん床几ともいう。
鍾馗（しょうき）さん
受験の神様・疫病除けの神の瓦人形。入り口の小屋根の上に置かれる。
唐の玄宗皇帝がマラリアにかかった際、武将が夢の中にあらわれて、皇帝を苦しめていた悪鬼を退治した。皇帝が尋ねると、科挙に失敗したため自殺したが、玄宗皇帝に手厚く葬られたため恩義に報いてはせ参じた鍾馗という人物だったという故事に由来する。端午の節句にも用いられる。
庭（にわ）
町家の多くは座敷庭とよぶ裏庭があり、植栽は前栽（せんざい）とよばれた。また片土間・床上3室の場合、門口を入ったところにミセニワ、中戸を潜るとハシリニワがあり、背戸口まで土間が続く。表屋造りの場合、ミセ棟と主屋をつなぐ玄関棟をはさんで露天のゲンカンニワと「坪庭」がある。この二つの露天空間は、室内の採光や通風に寄与している。
走り庭（にわ）
「水屋」（作り付けの食器棚）、「嫁隠し」（つい立てでこれ以上「立ち入り禁止」の意味も）、「井戸」、「はしり」（流し）、「おくどさん」（竃）、「布袋さん」（愛宕神社の「火迺要慎（ひのようじん）」のお札と竃の神の「布袋さん」が祀られる、布袋は7体集めるとめでたいとされる）などがある。高い天井は「火袋（ひぶくろ）」と呼ばれ、「天窓」からは光が入って明るい。
箱階段（はこかいだん）
町家の狭さをカバーするために、階段の下部が収納スペースになっているもの。押入れのスペースによりかかるように掛けられた階段は隠し階段とも呼ばれる。収納スペースの高さを確保するため、傾斜が急になっているものが多い。
蔵（くら）
防火を施した丈夫な蔵が奥にある。家の中にあるので「内蔵」と呼ばれることもある。
格子（こうし）
京町家に特徴的な格子。接道部に用いられる。光を採り入れ、中からは外が見えるが外からは中が見えにくい。ガラスの登場により衰退しつつある。
多くは、紅殻（べんがら）と呼ばれる酸化第二鉄（赤サビ）を主成分とした粉末にエゴマ油などを混ぜて塗られているため、紅殻格子とも呼ばれる。紅殻には防腐、防虫効果がある。顔料の紅殻（紅柄、弁柄）は、産地であるインド北東部の地名ベンガルにちなむ。
格子の形は構造、形態、お商売（職業）などによって分類できる。
- 構造
  - 出格子
  - 平格子

- 形態
  - 親子格子
  - 子持格子
  - 連子格子
  - 切子格子
  - 板子格子
  - 細目格子
  - 目板格子

- お商売（職業）
  - 米屋格子
  - 酒屋格子
  - 麩屋格子
  - 染屋格子
  - 郭（くるわ）格子
  - 炭屋格子
  - 糸屋格子
  - 堺屋格子
  - 仕舞屋（しもたや＝商売を止めた家）格子